# Gustavo Labatut
Gustavo Labatut Glena (Santiago de Chile, 14 de junio de 1896 - 18 de junio de 1963) fue un abogado penalista chileno. Dictó la cátedra de Derecho Penal por más de treinta años en la Universidad de Chile,

## Biografía
Sus padres fueron Adolfo Labatut y Edelmira Glena
A sus 22 años de edad, en 1918, se tituló de profesor de Estado de Historia y Geografía. Posteriormente, en 1920, se titularía de abogado.
Tras titularse como profesor de Estado de Historia y Geografía, en 1919, trabajó como profesor del Liceo Manuel Luis Amunategui hasta 1922. Tras obtener el título de abogado continuó enseñando en colegios y liceos, trabajo desde 1922 hasta 1928 en el Liceo de Hombres de Temuco; paralelamente en la Escuela Industrial de Temuco de 1925 a 1928; y finalmente en el Liceo de Hombres de Viña del Mar de 1928 a 1931.
En 1929 inició su labor académica como profesor de Derecho Penal, en la cual estaría por más de 30 años. Es así como estando en Viña Del Mar obtuvo la cátedra de Derecho Penal en la Escuela de Derecho de Valparaíso, cargo que desempeñó desde 1929 hasta 1931. Fue en 1931 cuando partió a vivir a Santiago, haciendo clases en el Liceo de Aplicación de Santiago; y en 1932 obtiene la cátedra de Derecho Penal de la Universidad de Chile. En 1935 se convierte en el primer Director del Seminario de Derecho Penal y Medicina Legal en la misma Universidad.
Estando en la Universidad de Chile, formó parte de las comisiones a las que el Gobierno de Chile les encargó la edición de los Códigos de la República, los cuales fueron encargados a la Facultad de Ciencias Jurídicas y Sociales de esa casa de estudios.
El Proyecto de Código Penal para la República de Chile fue redactado en 1937 por Pedro Silva y Gustavo Labatut. Este proyecto fue conocido como "El Proyecto Labatut u Silva" y fue encomendado por el Decreto Supremo N.º 2629, de 11 de junio de 1937, del Ministerio de Justicia, a Gustavo Labatut Glena, quien era Profesor Titular de Derecho Penal de la Facultad de Derecho de la Universidad de Chile, y a Pedro Silva Fernández, Ministro de la Corte de Apelaciones de Santiago.

## Obras
La siguiente es una lista incompleta de las obras de Gustavo Labatut:
- Manual de Derecho Penal (1951), Santiago, Editorial Jurídica de Chile.
- Derecho Penal, Tomo I (1976), 7.ª edición, Editorial Jurídica de Chile.
- Derecho Penal, Tomo II (1977), 6.ª edición, Editorial Jurídica de Chile.